# Diana Krutskij
Diana Krutskij –en ruso, Диана Крутских– (Anapa, URSS, 20 de septiembre de 1977) es una deportista rusa que compitió en vela en las clases 470 e Yngling.
Ganó una medalla de plata en el Campeonato Europeo de 470 de 2002 y una medalla de oro en el Campeonato Europeo de Yngling de 2007.
Participó en dos Juegos Olímpicos de Verano, ocupando el octavo lugar en Atenas 2004 y el sexto en Pekín 2008, en ambas ocasiones en la clase Yngling.

## Palmarés internacional
| Campeonato Europeo | Campeonato Europeo | Campeonato Europeo | Campeonato Europeo |
| Año                | Lugar              | Medalla            | Clase              |
| ------------------ | ------------------ | ------------------ | ------------------ |
| 2002               | Tallin (Estonia)   | Medalla de plata   | 470                |

| Campeonato Europeo | Campeonato Europeo    | Campeonato Europeo | Campeonato Europeo |
| Año                | Lugar                 | Medalla            | Clase              |
| ------------------ | --------------------- | ------------------ | ------------------ |
| 2007               | Warnemünde (Alemania) | Medalla de oro     | Yngling            |